# 吉成浩一 (俳優)
吉成 浩一（よしなり こういち、1981年〈昭和56年〉8月14日 - ）は、茨城県出身の俳優。エースエージェント所属。
演劇集団「TEAM6g」のメンバー。東京セレソンデラックス元劇団員。

## 人物
身長172cm。体重68kg。血液型A型。
趣味は散歩、自転車、野球。

## 出演作品

### 舞台
- 東京セレソンデラックス公演作品
  - WHAT A WONDERFUL LIFE!
    - （2002年、東京芸術劇場小ホール）※デビュー作[2]
    - （2003年、下北沢本多劇場）

  - 口笛（2002年、2004年、中野ザ・ポケット）
  - タ（2003年、中野ザ・ポケット）
  - ピリオド（2003年、下北沢『劇』小劇場）
  - HAPPY（2004年、中野ザ・ポケット）
  - 歌姫
  - 初演（2004年、シアターVアカサカ）
  - プレビュー公演（2006年、六行会ホール）
  - 再演（2007年、シアターサンモール） - 神宮司（後のジェームス） / ジェームス太郎
  - FAMILY!（2005年、東京芸術劇場小ホール）
  - How are you?（2005年、萬スタジオ）
  - あいあい傘（2007年、シアターサンモール、大阪そごう劇場）
- 獅童流「森の石松」（2006年、新橋演舞場）
- 忘れられない人（2007年）
  - 東京公演（東京グローブ座）
  - 大阪公演（シアターBRAVA!）
- TEAM6g公演作品
  - 茶番劇（2008年、シアター代官山）
  - Line（2009年、シアター代官山）
  - good luck!!!!!!（2009年、下北沢 小劇場 楽園）
  - Remember（2010年、中野テアトルBONBON）
  - さくらノート（2011年、ザムザ阿佐ヶ谷）
  - YELL!
    - （2013年、南阿佐ヶ谷シアターシャイン）
    - （2019年、シアターグリーン）

  - SHABoooN!（2013年、上野ストアハウス）
  - FREE episod1「面会」（2014年、ワニズホール）
  - 星灯り
    - （2014年、萬劇場）
    - （2022年、池袋シアターグリーンBOX in BOX）

  - 美しい日々（2015年、萬劇場）
  - if（2016年、d-倉庫）
  - FREE episod2「ココロノコリ」（2016年、宮益坂十間スタジオ）
  - Melody（2017年 - 2018年、シアターグリーン）
  - 愛される資格（2018年、シアターグリーン）
  - FREE episod3「CONNECT」（2018年、APOCシアター）
  - バラ色の人生（2019年、シアターグリーン）
  - キミガミテタ明日（2022年、萬劇場）
- ラフカット2011（2011年、全労済ホール、スペース・ゼロ）

### テレビドラマ
- 愛の劇場 / 吾輩は主婦である 第39話（2006年、TBS）
- 魁!セレソンDX 「老人魂」（2006年、テレビ大阪） - 健太君
- 生物彗星WoO 第8話（2006年、NHKデジタル衛星ハイビジョン） - 夫
- 金曜ドラマ / 花より男子2 第10話（2007年、TBS）
- 60番勝負 第2夜（2013年、日本テレビ・NHK）
- サイレーン 刑事×彼女×完全悪女 第2話（2015年、フジテレビ） - アダルトショップ店員
- 金曜ナイトドラマ（テレビ朝日）
  - サムライせんせい（2015年） - 松下京太郎
  - 不機嫌な果実 第6話（2016年）
- SICKS〜みんながみんな、何かの病気〜 第7、8話（2015年、テレビ東京） - 警備員
- 水曜ドラマ / ヒガンバナ〜警視庁捜査七課〜 第2話（2016年、日本テレビ） - 喫茶店店長
- フラジャイル 第7話（2016年、フジテレビ）
- 木曜ドラマ（テレビ朝日）
  - グッドパートナー 無敵の弁護士 第1話（2016年） - 塚圭介
  - 七人の秘書 第4話（2020年） - 警官
- 日曜エンタ / ドクターX〜外科医・大門未知子〜（2016年、テレビ朝日） - 水沢
- プレミアムよるドラマ→プレミアムドラマ（NHK BSプレミアム）
  - ふれなばおちん 第7、8話（2016年）
  - ダイアリー 第2、3話（2018年） - 宮田紘一
  - 大全力失踪 第1話（2019年）
  - ベビーシッター・ギン! 第3話（2019年）
- 日曜劇場 / IQ246〜華麗なる事件簿〜 第8話（2016年、TBS）
- 相棒（テレビ朝日）
  - （2017年） - 川田
  - （2020年） - 梅本康平
  - （2022年） - 堀川刑事
- 世にも奇妙な物語（2017年、フジテレビ）
  - 夢男
  - 寺島
- コードネームミラージュ（2017年、テレビ東京）
- 最上の命医2017（2017年、テレビ東京） - 秋元学
- FINAL CUT 第2話（2018年、フジテレビ）
- 月曜名作劇場 / ミステリー作家・朝比奈耕作シリーズ 第2作（2018年、TBS） - 劇団講師
- 静おばあちゃんにおまかせ 第2話（2018年、テレビ朝日）
- 特捜9 第2話（2018年、テレビ朝日） - 桜田光男
- ブレイクマンデー24 / 青と僕 第1、4話（2018年、フジテレビ）
- ドラマBiz / ラストチャンス 再生請負人 第5、8話（2018年、テレビ東京）
- 連続ドラマW（WOWOW）
  - パンドラIV AI戦争（2018年）
  - トップリーグ 第4話（2019年）
- 神ノ牙-JINGA- 第10 - 12話（2018年、TOKYO MX） - 八珪法師
- トレース〜科捜研の男〜 第10話（2019年、フジテレビ）
- 日曜プライム / ドクターY〜外科医・加地秀樹〜（2019年、テレビ朝日） - 服部誠
- アメリカに負けなかった男〜バカヤロー総理 吉田茂〜（2020年、テレビ東京）
- 木曜劇場 / アンサング・シンデレラ 病院薬剤師の処方箋 第2話（2020年、フジテレビ） - 本村悠一郎
- 月曜プレミア8 / 横山秀夫サスペンス（テレビ東京） - 石上博
  - 沈黙のアリバイ（2020年）
  - モノクロームの反転（2020年）
  - 第三の時効（2021年）
- 仮面ライダーシリーズ（テレビ朝日）
  - 仮面ライダーリバイス 第22、23話（2022年） - パブロフの犬
  - 仮面ライダーガッチャード 第46話（2024年） - 男性
- 記憶捜査〜新宿東署事件ファイル〜 第5、6話（2022年、テレビ東京） - 弘原海彬
- ドラマ10 / しもべえ 第5話（2022年、NHK）
- 金曜8時のドラマ 今野敏サスペンス 機捜235×強行犯係 樋口顕 第5話（2023年2月24日、テレビ東京） - 鳩村孝志[3]
- 女神の教室〜リーガル青春白書〜 最終話（2023年、フジテレビ） - 上司
- 土ドラ / テイオーの長い休日 第2話（2023年、東海テレビ・フジテレビ） - 丸山義比古
- 家政夫のミタゾノ 第7シーズン 第5話（2025年2月11日、テレビ朝日） - スナックさな塾の常連客 役[4]

### 映画
- KARAOKE（2005年）
- コアラ課長（2006年、トルネード・フィルム）
- 同窓会（2008年、エスピーオー）
- 劇場版 動物戦隊ジュウオウジャー ドキドキサーカスパニック!（2016年、東映） - 親
- 沈黙のパレード（2022年、東宝）

### 配信ドラマ
- First Love 初恋 第7話（2022年、Netflix） - 尾藤
- THE DAYS（2023年、Netflix） - 記者

### CM
- UHA味覚糖 「MINT GO」（2019年 - 2020年）
- オープンエイト「ビデオブレイン」（2019年 - 2020年）